# Karl Erjavec
Karl Erjavec (ur. 21 czerwca 1960 w Aiseau) – słoweński polityk i prawnik, wicepremier, minister, długoletni przewodniczący Demokratycznej Partii Emerytów Słowenii (DeSUS).

## Życiorys
Urodził się w Belgii w rodzinie słoweńskich emigrantów, która powróciła do Jugosławii w 1972. Ukończył w 1985 studia na wydziale prawa Uniwersytetu Lublańskiego.
W 1990 stanął na czele lokalnej administracji miasta Kranj. W 1993 przystąpił do partii chadeckiej. W drugiej połowie lat 90. pełnił funkcję sekretarza rzecznika praw obywatelskich Iva Bizjaka. W 2000, kiedy Ivo Bizjak objął urząd ministra sprawiedliwości w rządzie Janeza Drnovška, Karl Erjavec został sekretarzem tego resortu.
W 2004 przystąpił do Liberalnej Demokracji Słowenii, jednak kilka miesięcy później, tuż przed wyborami parlamentarnymi, przeszedł do partii emerytów (DeSUS). Uzyskał mandat poselski, a następnie z rekomendacji swojego nowego ugrupowania wszedł w skład rządu Janeza Janšy jako minister obrony. W 2005 stanął na czele Demokratycznej Partii Emerytów Słowenii. Po wyborach w 2008 kierowana przez niego formacja pozostała u władzy, a Karl Erjavec został ministrem środowiska w ramach centrolewicowego gabinetu Boruta Pahora. Z rządu odszedł w 2010. W 2011 i w 2014 ponownie wybierany do parlamentu.
10 lutego 2012 został ministrem spraw zagranicznych w drugim rządzie Janeza Janšy. Utrzymał to stanowisko w powołanym 20 marca 2013 gabinecie Alenki Bratušek oraz w utworzonym 18 września 2014 w rządzie Mira Cerara. We wszystkich tych trzech gabinetach pełnił funkcję wicepremiera.
W wyborach w 2018 jego ugrupowanie ponownie przekroczyło próg wyborczy, jednakże Karl Erjavec nie został wybrany na kolejną kadencję słoweńskiego parlamentu. Pozostał liderem swojej partii, 18 września 2018 zakończył pełnienie dotychczasowej funkcji rządowej. Powrócił wówczas na urząd ministra obrony w gabinecie, na którego czele stanął Marjan Šarec. Został także jednym z wicepremierów w nowym rządzie.
W styczniu 2020 utracił przywództwo w partii, przegrywając w głosowaniu z Aleksandrą Pivec. W marcu 2020 zakończył pełnienie funkcji rządowych. W grudniu tego samego roku ponownie wybrany na przewodniczącego DeSUS. W lutym 2021 był kandydatem ugrupowań opozycyjnych na premiera; wniosek o wotum nieufności wobec stojącego na czele rządu Janeza Janšy nie uzyskał jednak większości w Zgromadzeniu Państwowym. W kolejnym miesiącu Karl Erjavec odszedł ze stanowiska przewodniczącego DeSUS oraz z samej partii, objął stanowisko zastępcy dyrektora generalnego koncernu Iskratel. W 2024 stanął na czele ugrupowania Zaupanje.